# Čimhová
Čimhová és un poble i municipi d'Eslovàquia que es troba a la regió de Žilina, al centre-nord del país.

## Història
La primera menció escrita de la vila es remunta al 1438. Els principals assentaments es van establir com a part del període de colonització que va començar al segle xiii. La casa de Platthy va rebre la zona com a donació del rei Albert II d'Alemanya, com a reconeixement pel seu servei en la lluita contra els turcs. El nom 'Chemechowá' (original de 1428) deriva de la planta amb flors cirerer, 'čremcha' (en eslovac) o 'chemecha' (en el dialecte local). El nom ha estat en evolució, ja que els escribes i oficials del regne han estat d'origen hongarès o alemany. El nom també ha estat un objectiu de les burles dels funcionaris del Comtat d'Orava, que va tenir una postura negativa cap als propietaris del poble, la casa de Platthy originària del Comtat de Liptov. Aquest conflicte de noblesa ha estat causa de nombrosos esdeveniments històrics que finalment van donar forma a les realitats presents a les ciutats i pobles contemporanis situats a la conca d'Orava.

## Demografia
| Godina             | 1994 | 2004   | 2014   | 2024   |
| ------------------ | ---- | ------ | ------ | ------ |
| Nombre de persones | 596  | 648    | 678    | 681    |
| Diferència         |      | +8,72% | +4,62% | +0,44% |

| Godina             | 2023 | 2024   |
| ------------------ | ---- | ------ |
| Nombre de persones | 672  | 681    |
| Diferència         |      | +1,33% |